# Innovations génétiques
 (mai 2022).
- Si vous ne connaissez pas le sujet, laissez ce bandeau (vous pouvez alors contacter les auteurs).
- Si vous supprimez le contenu mis en cause (vous pouvez préalablement contacter les auteurs),

argumentez précisément cette suppression dans la page de discussion
(un manque de référence n'est pas un argument ; une recherche réelle de référence doit avoir été effectuée, être formellement documentée).
La place qu’occupe le gène sur le chromosome est son locus. Un allèle est une expression différente d’un gène. Ces allèles sont toujours situés à la même place s’ils correspondent à un seul et unique gène.
Les protéines sont formées d’acides aminés dans un ordre très précis qui détermine leur forme.
Dans une portée de chatons, par exemple, tous les chatons sont semblables, mais ils peuvent présenter des phénotypes différents, comme la couleur de leur pelage par exemple. Il faut donc pouvoir, pour l’espèce, conserver le contenu génétique (stabilité) et toutefois modifier l’expression des gènes (variabilité) et le transmettre.

## Polymorphisme génique

### Allèles
Exemple : le groupe sanguin A, B, O
L’enzyme responsable de la liaison sur la substance H du N-acétyl est formée à partir d’un gène. Ce gène présente plusieurs expressions : A, B ou O. Chacune de ces expressions s’appelle un allèle. Un seul locus du gène mais différentes expressions de ce gène.
Ces différentes expressions sont liées à des modifications du génome, donc de la séquence de nucléotides. On dit qu’il y a mutation ponctuelle.
- Différents types de mutations :
  - remplacement d'un nucléotide par un autre : c'est une mutation par substitution ;
  - disparition d'un nucléotide : c'est une mutation par délétion ;
  - ajout d'un nucléotide : c'est une mutation par insertion.
- Caractéristiques de ces mutations : 
  - un taux d'apparition très faible ;
  - elles apparaissent au hasard ;
  - elles ne sont pas orientées ;
  - le polyallélisme peut être important.

### Polyallélisme important
Exemple : le système HLA (Human Leucocyte Antigen).
Il présente un important polyallélisme. On recherche la fréquence des différents allèles d’un gène dans la population. La fréquence de l’allèle A dans une population de n individus est de :
(nombre de A / nombre total d’allèles) × 100 = [(2 × nombre d’homozygotes + nombre d’hétérozygotes) / 2 × nombre total d’allèles ]
La répartition dans une population des différents allèles peut être différente. 
Exemple : pour l'antigène du leucocyte humain HLA, les différents allèles ont une répartition supérieure à 1 %. Alors que pour l'enzyme G6PG, un allèle est à 99,7 %, tous les autres sont inférieurs à 1 %.
Dans une population, lorsqu’un gène présente au moins deux formes alléliques différentes dont la forme la plus représentée l'est à une fréquence inférieure à 95 %, il est qualifié de polymorphe.
Exemples : en Europe, HLA est polymorphe et la G6PD est non polymorphe. En Afrique, la G6PD est polymorphe.
Un gène peut être polyallélique sans être polymorphe. 
Exemple : l'enzyme G6PD en Europe.
On estime qu’un tiers des gènes chez l’homme serait polymorphe.

### Accumulation de mutations et filiation
Tous les allèles ne sont pas apparus en même temps. Une séquence nucléotidique a été construite, constituant le gène ancestral. 
À partir de ce gène, si l’innovation génétique grâce à une mutation fait apparaître une nouvelle séquence de nucléotides pour ce gène, il y aura une grande similitude avec le gène ancestral.
Les mutations étant rares et aléatoires, plus le nombre de mutations augmente, plus on s’éloigne avec le temps du gène ancestral. On peut estimer le rapprochement entre populations présentant des mutations semblables. Il y a donc accumulation de mutations avec le temps. On peut donc établir des filiations.

## Innovations et enrichissement du génome
Chez les bactéries, on compte à peu près 1 000 à 2 000 gènes. Chez l’homme, on estime qu’il y en a 30 000 à 40 000. Comment le nombre de gènes peut-il augmenter dans un génome ?

### Familles multigéniques

#### Gènes à fonction identique
Exemple 1 : En ce qui concerne le cas de la sécrétion des hormones hypophysaires on retrouve des zones homologues dans les séquences peptidiques donnant naissance aux trois hormones (vasotocine, vasopressine et ocytocine). Il y a eu mutation par « substitution ». Par rapport au gène ancestral présent chez les agnates (−530 Ma) qui n'exprimaient que la Vasotocine codée par [Cys-Tyr-Ile-Gln-Asp-Cys-Pro-Arg-Gly], on constate chez les mammifères à −190 Ma les mutations somatiques suivantes :
- Ocytocine Cys-Tyr-Ile-Gln-Asp-Cys-Pro-Leu-Gly ;
- Vasopressine Cys-Tyr-Phe-Gln-Asp-Cys-Pro-Arg-Gly.

Ces différences peuvent résulter de différentes duplications et transpositions. Il existe un gène ancestral. Mais les fonctions ne sont pas identiques, à cause de différentes mutations qui ont touché des zones importantes de la protéine.
Exemple 2 : pour l'hémoglobine, les différents gènes occupent des locus différents, ce sont donc bien des gènes et non des allèles. Tous ces gènes ont la même fonction : synthétiser de l'hémoglobine pour le transport de l'oxygène. Mais l’affinité vis-à-vis de l'oxygène est quelque peu différente. Il existe une grande similitude dans la constitution de ces différents gènes. Certains ont des portions identiques : ce sont des gènes homologues qui dériveraient d'un gène ancestral unique (alpha en l'occurrence). Ils sont donc regroupés dans une même famille de gènes : une famille multigénique où les gènes ont gardé une fonction identique.

#### Gènes à fonctions différentes
Des gènes ont une structure homologue. Ils dérivent donc d'un gène ancestral mais les mutations ont modifié les fonctions et de nouvelles fonctions sont apparues. Comment peuvent se former ces nouveaux gènes ?

### Acquisition de ces nouveautés
Comment, à partir d'un gène ancestral, peut-on trouver de nouveaux gènes ?
Il faut supposer que le gène ancestral se duplique et se transpose sur le même chromosome, soit sur un chromosome différent, par duplications/transpositions : c'est une mutation étendue.
Ces actions peuvent se répéter dans le temps. Ces mutations aléatoires peuvent avoir lieu sur ces différents gènes et entraîner des fonctions différentes ou conserver la même fonction.
Duplications, transpositions, mutations peuvent s'accumuler dans le temps.
On peut établir une phylogénie en prenant en compte les dates de divergence de différentes espèces et construire un arbre phylogénétique.

## Des mutations aux conséquences phénotypiques variées

### Conséquences sur le phénotype moléculaire
- Mutation par substitution
  - Il n'y a aucune modification des acides aminés : c'est une mutation silencieuse.
  - Il y a changement d'un seul acide aminé : le gène conserve la même fonction ou bien il acquiert une fonction différente, c'est une mutation faux sens.
  - Un changement de nucléotide peut entraîner l'apparition d'un codon stop : c'est une mutation non-sens, la chaîne polypeptidique est plus courte, il peut y avoir perte de la fonction (exemple : le système sanguin).
- Addition ou délétion 
  - Des mutations décalantes : modifications profondes et importantes qui peuvent entraîner la perte de la fonction.

### Conséquences sur la morphologie
Exemple : Une mouche adulte. Les larves sont en dessous.
Le gène agit en créant son homéoprotéine pour stimuler les cellules qui fabriqueront une aile, une patte. 
La moindre mutation du gène architecte peut modifier totalement la structure.
Les gènes homéotiques sont les gènes de développement.
Ils sont placés dans le même ordre que leur lieu d'action. Là où ils agissent, ils inhibent l'action du gène antérieur.
Nageoire : c'est la structure ancestrale. L'évolution : c'est la nageoire à os. La patte est l'évolution de la nageoire à os, donc de la nageoire tout court.
Les gènes de développement sont des gènes qui gouvernent la synthèse de protéines : les homéoprotéines qui présentent un homéodomaine qui se fixe sur des gènes (les cibles : gènes de structure). Ces homéoprotéines sont exprimées de façon différentielle dans l'organisme.
Comment ces allèles et ces nouveaux gènes créés peuvent-ils se maintenir chez tous les êtres vivants ?

## Devenir de ces mutations
Pour pouvoir être transmise aux générations suivantes, l’innovation devra absolument être inscrite dans les cellules reproductrices de la personne chez qui la mutation a eu lieu.
Les facteurs environnementaux entraînent des mutations, et l'action du milieu extérieur vient en parallèle consolider ces innovations ou les détruire, si des fonctions vitales sont perturbées par exemple. Il y a donc un rôle très important de la sélection naturelle qui va permettre le développement ou non de ces innovations génétiques. 
Mais le devenir d'un allèle ne dépend pas forcément des conditions du milieu de vie : 
par exemple pour le groupe sanguin (ABO), il n'y a semble-t-il aucun avantage à avoir tel ou tel phénotype.
On peut en conclure que certaines mutations n'ont pas d'influence sur le phénotype : il n'y a ni avantage ni désavantage visible, mais seulement des différences. Ces mutations ne semblent pas soumises à la sélection naturelle et sont dites neutres. Elles peuvent s'accumuler sans avantage sélectif : c'est la théorie neutraliste.
Par contre, on constate que la fréquence d’un allèle sélectivement neutre, même si elle évolue de manière aléatoire, est d'autant plus élevée que l'effectif de la population est petit. L'accumulation de mutations neutres au cours des générations peut en conséquence permettre une filiation. Deux espèces sont d'autant plus éloignées phylogéniquement que leurs molécules homologues auront accumulé des mutations.
Un autre constat : si on compare l'évolution de certaines molécules, il semble que certaines évoluent plus rapidement que d'autres, en tout cas pour les changements les plus visibles.
Exemple : le cytochrome paraît évoluer moins vite que l'hémoglobine. 
À quoi cela peut-il être dû ? Pour le cytochrome, ne sont transmises que les mutations neutres. S'il y a mutation dans le site actif, entraînant des modifications profondes donc la perte éventuelle de la fonction, alors l'individu meurt et la mutation n'est pas transmise.
À l'échelle des espèces, cela semble prôner l'idée qu'une mutation trop perturbante sur le plan de la survie de l'espèce par rapport à son milieu entraîne l'extinction de cette variation de l'espèce. Les mutations qui sont le moins favorables (délétères) à la survie de l'individu qui les porte, sont éliminées par le jeu de la sélection naturelle, alors que les mutations avantageuses, beaucoup plus rares, tendent à s'accumuler.
La plupart des mutations sont dites neutres, elles n'influencent pas la valeur sélective et peuvent se fixer ou disparaître par le jeu de la dérive génétique.
Les mutations spontanées, généralement rares et aléatoires, constituent donc la principale source de diversité génétique, moteur de l'évolution. Les causes des mutations spontanées sont inconnues.